# Luis Cabrera Herrera
Pour les articles homonymes, voir Cabrera et Herrera.
Luis Cabrera Herrera, né le 11 octobre 1955 à Azogues (Équateur), est un prélat catholique équatorien, actuel archevêque de Guayaquil. Le 7 décembre 2024, le pape François le crée cardinal au cours d'un consistoire.

## Biographie

### Jeunesse et formation
Luis Cabrera Herrera est né le 11 octobre 1955 à Azogues, dans la province de Cañar. Il effectue ses études secondaires au petit séminaire franciscain de sa ville natale et les termine au collège Juan Bautista Vazquez dans la même ville.
Le 1er octobre 1975, il intègre de Quito de l'Ordre des Frères mineurs. Il effectue ses premiers vœux au sein de l'ordre le 24 septembre 1976 et ses vœux définitifs le 4 septembre 1982. Il étudie la théologie et la philosophie à l'Université pontificale catholique d'Équateur puis obtient un doctorat de philosophie à l'Université pontificale de Saint-Antoine de Rome, qu'il fréquente de 1990 à 1994.

### Prêtre
Il est ordonné prêtre le 3 septembre 1983. De 1983 à 1985, il est vice-maître des novices puis maître des novices de 1985 à 1990. De 1985 à 1988, il fait aussi partie du conseil provincial de l'Ordre des Frères mineurs. A son retour de Rome en 1995, il devient secrétaire pour les études et la formation des frères et responsable de la pastorale des vocations au sein de la province franciscaine d'Équateur, fonctions qu'il occupe jusqu'en 2000. 
En parallèle, il est directeur du centre d'études franciscaines d'Équateur de 1996 à 2001, membre du conseil provincial de l'ordre entre 1997 et 2000 et directeur de l'institut de philosophie et de théologie Cardinal Bernardino Echeverria de Quito, où il enseigne la théologie et la spiritualité franciscaines. De 1996 à 2003, il est aussi le secrétaire exécutif de la commission pour l’œcuménisme de la Conférence épiscopale équatorienne. 
En 2000, il devient ministre provincial des franciscains d'Équateur. Il quitte cette fonction en 2003, date à laquelle il retourne à Rome en tant que conseiller général de l'Ordre des Frères mineurs et responsable de la province franciscaine d'Amérique latine et des Caraïbes. 

### Archevêque
Le 20 avril 2009, le pape Benoît XVI le nomme archevêque de Cuenca. Il reçoit la consécration épiscopale le 4 juillet 2009 des mains de Giacomo Guido Ottonello, nonce apostolique en Équateur. 
Le pape François le nomme archevêque de Guayaquil le 24 septembre 2015. Vice-président de la Conférence épiscopale équatorienne de 2011 à 2014 puis de 2017 à 2020, il en est élu président en 2020.

### Cardinal
Le 6 octobre 2024, le pape François annonce qu'il fait partie des 21 prélats qui seront créés cardinaux au cours d'un consistoire qui se tiendra le 7 décembre 2024. Il est créé avec le titre de cardinal-prêtre de Santa Famiglia di Nazareth a Centocelle.
Le 11 janvier 2025, le pape le nomme membre du Dicastère pour les instituts de vie consacrée et les sociétés de vie apostolique.